# Jungang-dong, Seogwipo
Jungang-dong (koreanska: 중앙동) är en stadsdel i staden Seogwipo i provinsen Jeju i den södra delen av Sydkorea, 500 km söder om huvudstaden Seoul. Jungang-dong ligger på södra delen av ön Jeju.